# Prunelleae
Prunelleae je biljni tribus iz porodice usnatica, dio potporodice Nepetoideae. Pripadaju mu 12 rodova u 6 podtribusa,. Tipični je rod Prunella (Celinščica ili grkljanka).
Ime ovog tribusa službeno je potvrđeno 1984. 

## Podtribusi i rodovi
Tribus Prunelleae Raf.
1. Subtribus Prunellinae Dumort.
  1. Prunella L. (7 spp.)
  2. Cleonia L. (1 sp.)
2. Subtribus Lepechiniinae Benth. & Hook.f.
  1. Lepechinia Willd. (48 spp.)
3. Subtribus Lavandulinae Endl.
  1. Lavandula L. (42 spp.)
4. Subtribus Hanceolinae (Wu) Paton, Ryding & Harley
  1. Isodon (Schrad. ex Benth.) Spach (110 spp.)
  2. Siphocranion Kudô (3 spp.)
  3. Hanceola Kudô (10 spp.)
5. Subtribus Nepetinae Coss. & Germ.
  1. Nepeta L. (291 spp.)
  2. Kudrjaschevia Pojark. (5 spp.)
  3. Drepanocaryum Pojark. (1 sp.)
  4. Marmoritis Benth. (5 spp.)
6. Subtribus Hormininae Endl.
  1. Horminum L. (1 sp.)